# Mycetophila triangulifera
Mycetophila triangulifera är en tvåvingeart som beskrevs av Freeman 1951. Mycetophila triangulifera ingår i släktet Mycetophila och familjen svampmyggor. Inga underarter finns listade i Catalogue of Life.